# Бульто, Франсеск Хавьер
Франсеск Хавьер Бульто Маркес (Барселона, 17 мая 1912 — Барселона, 3 августа 1998), известный как Пако Бульто — каталонский бизнесмен, основатель Montesa Honda (вместе с Питером Перманьером) и Bultaco. Он родился в семье каталонской буржуазии, которая занималась, в основном, текстилем. Он известен как мотоциклетный инженер и конструктор.
Его компания сделала легкие велосипеды с двухтактными двигателями, которые превзошли тяжелые английские велосипеды с четырехтактными двигателями. Бульто придумал свой знаменитый девиз «рынок идет за клетчатом флагом» и покинул компанию. Вместе с некоторыми бывшими сотрудниками он начал своё собственное предприятие под названием Bultaco. Первая модель, Bultaco Tralla 101, пришла на рынок в 1959 году. Велосипеды были изготовлены на семейной ферме Бульто, и его дети успешно работали тест-драйверами для всех прототипов.
Похоронен на Монжуикском кладбище (кат. Cementiri de Montjuïc) в Барселоне.

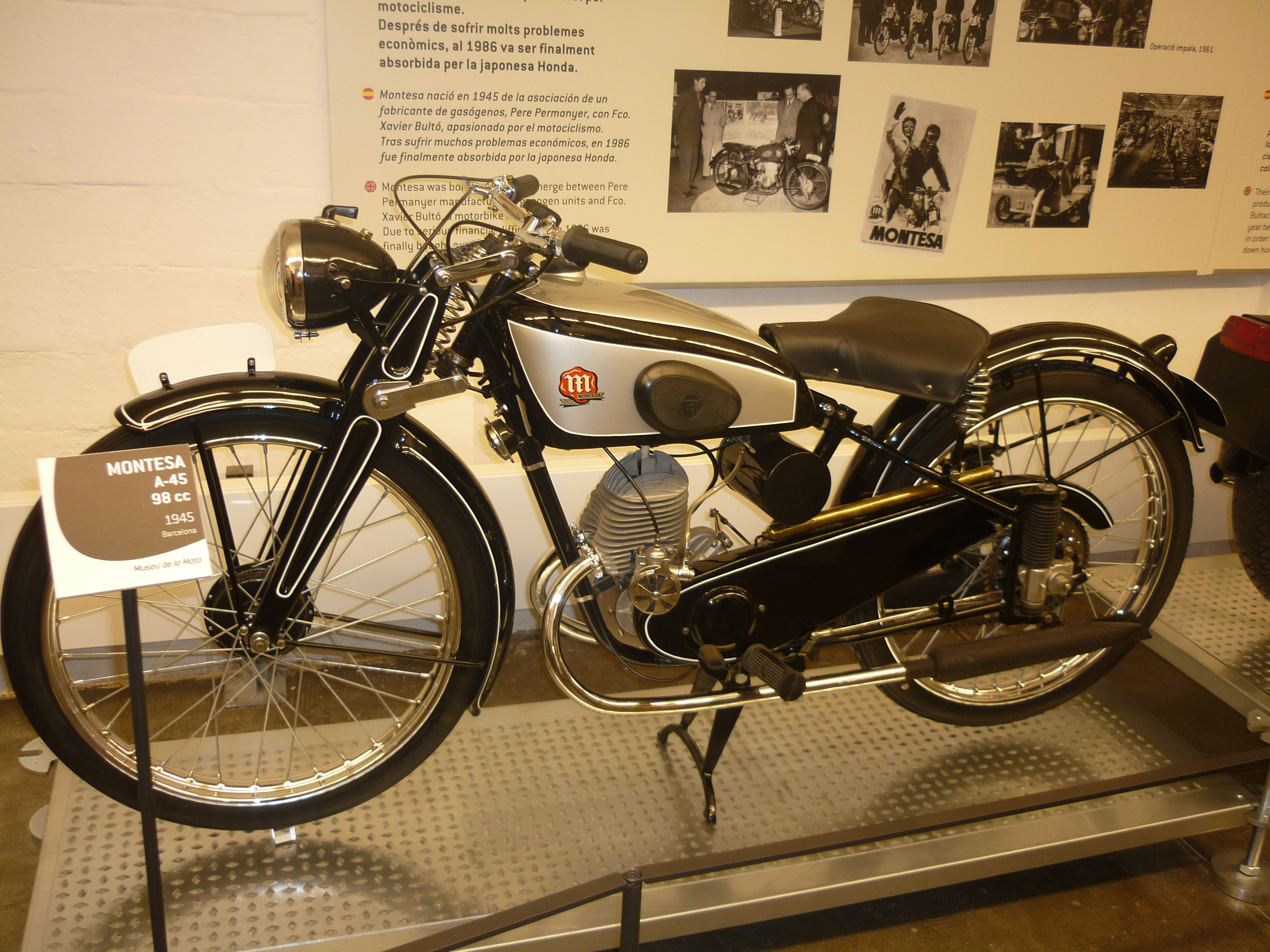
Montesa A-45 98cc (1945)
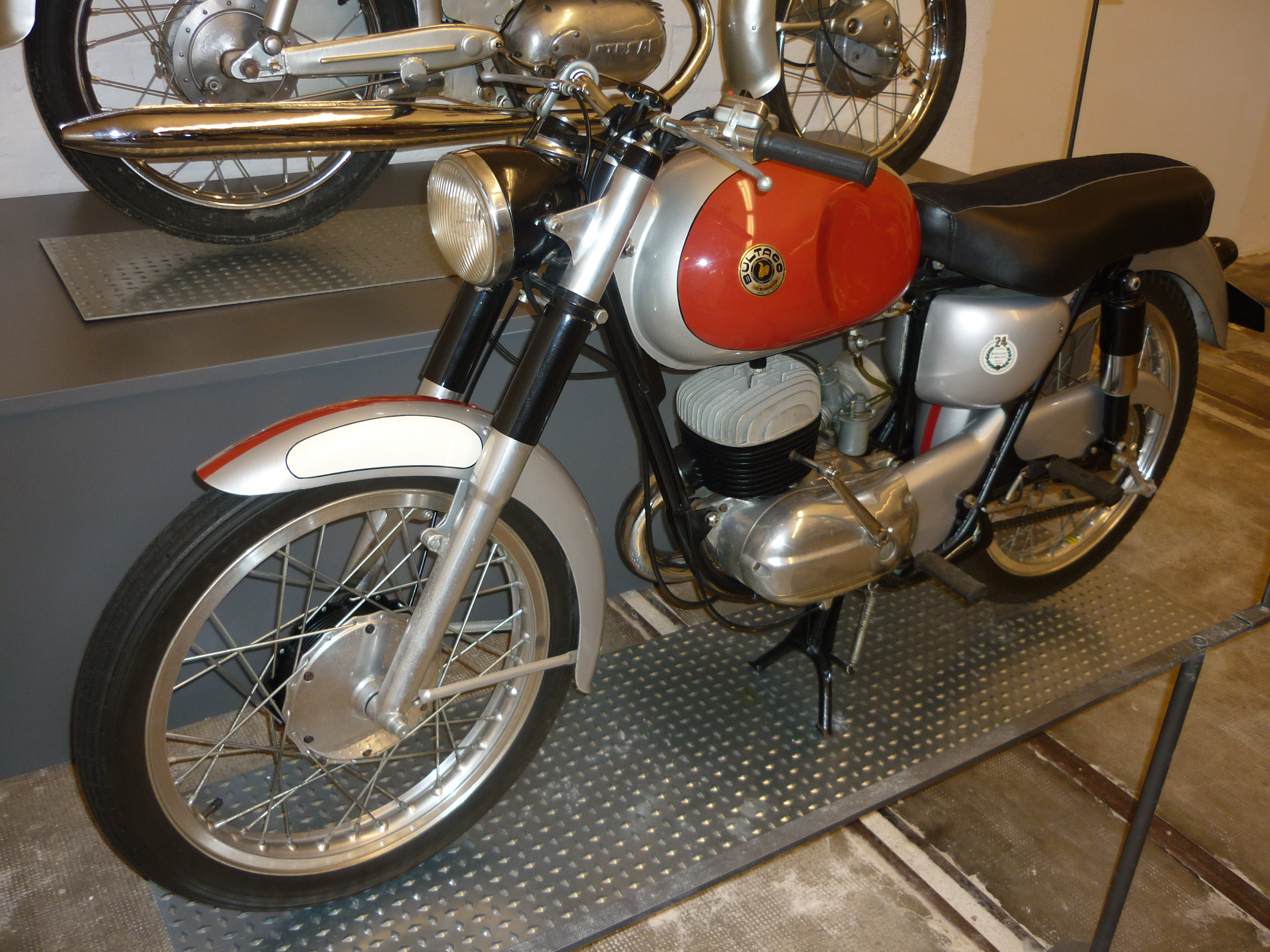
Bultaco Tralla 101 125cc  (1959)